# Funaria bogosica
Funaria bogosica är en bladmossart som beskrevs av C. Müller 1872. Funaria bogosica ingår i släktet spåmossor, och familjen Funariaceae. Inga underarter finns listade i Catalogue of Life.